# Хёскульд Колльссон
Хёскульд Колльссон или Хёскульд сын Колля из Долин (исл. Höskuldur Dala-Kollsson; примерно 910—965 или 972) — исландский хёвдинг, один из центральных персонажей «Саги о людях из Лососьей Долины» и «Саги о Ньяле», неоднократно упоминаемый в генеалогиях других героев «родовых саг».

## Биография
Отец Хёскульда Колль был управляющим Ауд Мудрой, вдовы короля Дублина Олава Белого. Когда сын Ауд Торстейн Рыжий погиб в Шотландии, Ауд отправилась в Исландию и там начала раздавать земли своим спутникам. Колль получил во владение всю Долину Лососьей Реки и земли до Ястребиной Долины, а в жёны — Торгерд, внучку Ауд. Благодаря этому сын Колля Хёскульд стал одним из самых могущественных и знатных людей Исландии. Он был дружинником короля Хакона Воспитанника Адальстейна и периодически зимовал в Норвегии.
Хёскульд был женат на Халльфрид дочери Торбьёрна с Озера (согласно «Книге о заселении Исландии») или на Йорунн дочери Бьярни (согласно «Саге о людях из Лососьей Долины»). От этого брака родились:
- Торлейк;
- Бард;
- Халльгерд Длинноногая, жена Торвальда сына Освивра, Глума сына Олейва Рукоятки и Гуннара сына Хамунда, знаменитая красавица, погубившая всех своих мужей[4].;
- Торгерд;
- Турид.

Позже Хёскульд купил рабыню Мелькорку, оказавшуюся дочерью ирландского короля Мюркьяртана, и она родила ему сыновей Олава Павлина и Хельги.